# Cell (novela)
Cell es una novela de suspenso apocalíptica superventas creada por el escritor Stephen King, publicada el 24 de enero de 2006. En la edición impresa, se aclara que King "no tiene movil".

## Argumento
Clayton "Clay" Riddell es un dibujador de historietas de Maine que por fin ve una oportunidad de ayudar a su familia cuando recibe un contrato para publicar su novela gráfica “El Caminante Oscuro”. Mientras está comprando un helado el día 1 de octubre, algo extraño sucede. Una misteriosa señal, a la que posteriormente se le atribuye el nombre de "El Pulso", emitida por la red de telefonía móvil global comienza a transformar a las personas comunes en zombis llamados "telefónicos". Las personas que se encuentran hablando por el móvil en ese momento comienzan a comportarse de manera violenta y desprovista de cordura, atacándose entre sí. Los vehículos se salen de control y chocan incesantemente, uno tras otro. Algunos aviones caen e impactan contra los edificios. En pocos segundos, todo se transforma en un desastre. Clay se encuentra en el Boston Common cuando "El Pulso" inicia, mientras observa como la civilización se desmorona a medida que los zombis se atacan entre sí y cualquier otra persona que no haya sido transformada. 
En medio del caos, un zombi con un cuchillo de carnicero ataca a otro frente a los ojos de Clay, pero afortunadamente logra salvarlo. El hombre al que salvó se presenta como Thomas "Tom" McCourt, un hombre de mediana edad. Ambos se alejan de la calle y se atrincheran en una de las habitaciones de un hotel junto con dos sobrevivientes más, el gerente del hotel, el Sr. Ricardi y la joven de 15 años, Alice Maxwell. Pronto, los cuatro llegan a la conclusión de que la gente transformados en zombis es por culpa de la radiación emitida por los móviles. Al día siguiente, todos abandonan el hotel y continúan su travesía a pie, a excepción del Sr. Ricardi, quien prefiere quedarse. Tras regresar nuevamente al hotel para recoger la maleta de Clay, descubren que el Sr. Ricardi se ha suicidado. Los tres llegan a la casa de Tom, donde pasan varios días. En busca de mayor protección, deciden dirigirse al hogar de Arnie Nickerson, un vecino de Tom quien, según sus palabras, era un fanático de las armas y probablemente su arsenal los ayudaría durante el viaje. Tras conseguir las armas, antes de marcharse de la casa de Tom, perciben que los que recibieron "El Pulso" comienzan a reunirse, formando rebaños. No obstante continúan su camino, marchando kilómetros y kilómetros tras alejarse de dichos rebaños.
Cruzando por un lugar llamado Academia Gaiten se encuentran con Charles Ardai, un viejo director y su alumno de 12 años, Jordan. El par le muestra a los recién llegados, el lugar donde un rebaño local de zombis se dirige por la noche: el campo de fútbol de la Academia donde se "apagan" hasta la mañana siguiente. Está claro que los zombis están empezando a desarrollar habilidades telepáticas. Durante su estancia en Gaiten, los cinco sobrevivientes deciden que deben destruir el rebaño y, usando dos buques de tanque de propano, logran quemar el rebaño. Clay intenta convencer al grupo de abandonar Gaiten, pero los otros se niegan a irse sin el anciano Ardai. Esa noche, todos los supervivientes comparten el mismo horrible sueño: cada soñador se ve en un estadio, rodeado de zombis, mientras un desaliñado hombre que lleva una camiseta de la Universidad de Harvard se acerca, llevándoles a su muerte. Al despertar, los personajes comparten sus aterradoras experiencias de ensueño y nombran a ese misterioso personaje como "El Hombre Andrajoso". Un nuevo rebaño de zombis rodea su residencia, y los sobrevivientes se enfrentan al portavoz metafórico del rebaño: el Hombre Andrajoso. El rebaño asesina a otras personas normales en represalia y ordena a los protagonistas a dirigirse hacia el norte a un lugar en Maine llamado Kashwak, que aparentemente está libre de móviles. Para detener su principal objeción, el rebaño psíquicamente obliga a Ardai a suicidarse. Clay y los demás lo entierran y viajan al norte, mientras Clay todavía está decidido a ir a casa.
En el camino, ellos descubren que han sido marcados psíquicamente como intocables, para ser rechazados por otros zombis. Después de una discusión mezquina en la carretera, Alice es asesinada por un par de sobrevivientes tras recibir un golpe con una roca en la cabeza. Clay, Tom y Jordan la entierran y llegan a la ciudad natal de Clay en Kent Pond, donde descubren una nota de parte del hijo de Clay, Johnny Riddell que le informa que la esposa de Clay, Sharon Riddell se convirtió en un zombi, pero su hijo sobrevivió durante varios días, antes de que él y otros sobrevivientes se dirigieran a la supuestamente libre de móviles, Kashwak. Clay tiene otra pesadilla donde se revela que una vez allí, los refugiados fueron expuestos a "El Pulso". Aún con intención de encontrar al hijo de Clay, pero después de conocer a otro grupo de asesinos de rebaños, Tom y Jordan deciden evitar las ejecuciones ceremoniales que los zombis han planeado en Kashwak. Antes de separarse, los tres descubren que los asesinos de Alice fueron psíquicamente obligados a cometer un horrible acto suicida por tocar a una intocable.
Clay se va solo, pero pronto Tom y Jordan reaparecen conduciendo un pequeño autobús escolar; los zombis han utilizado sus, cada vez mayores, poderes psíquicos para obligarlos a reunirse con él. El grupo se encuentra con tres sobrevivientes más, Dan Hartwick, Denise Link, y Ray Huizenga. Más adelante, Ray le da a Clay un móvil junto con un número de teléfono, diciéndole que los use cuando sea el momento adecuado, para luego suicidarse con el arma de Clay. El grupo llega a Kashwak, el sitio de una feria del condado medio ensamblada, donde un número creciente de zombis comienza a comportarse erráticamente y salirse del rebaño. Jordan teoriza que un programa informático causó "El Pulso" que todavía está transmitiendo en la red de móviles accionada por batería, se ha corrompido por un gusano informático que ha infectado a los zombis más nuevos con un Pulso mutado. Sin embargo, un ejército entero de zombis les esperan y Clay descubre que Sharon está entre ellos. Los zombis bloquean la salida del grupo en la sala de exposiciones de la feria durante la noche; y descubren que mañana es la ejecución ceremonial que se transmitirá psíquicamente a todos los zombis y personas normales restantes alrededor del mundo.
Mientras Clay aguarda su ejecución matutina, descubre el plan no mencionado de Ray: él había llenado la parte trasera del autobús con explosivos, había colocado el detonador en el móvil y se había suicidado para evitar que los zombis descubrieran telepáticamente los explosivos. El grupo rompe una ventana para que Jordan pase a través, y conduce el vehículo en medio de los zombis inertes. Gracias a un parche de móviles creado por los trabajadores de la feria antes de "El Pulso", Clay logra hacer detonar la bomba y acabar con el rebaño principal del Hombre Andrajoso (y a la vez con el mismo Hombre Andrajoso).
Tras una emotiva despedida, Tom, Jordan, Dan y Denise se dirigen a Canadá, para permitir que el invierno que se aproxima acabe con los zombis desprotegidos y sin líderes de la región, mientras que Clay se dirige al sur para buscar a su hijo. Él logra encontrar a Johnny, que recibió un "corrupto" Pulso, se alejó de Kashwak y parece casi reconocer a su padre. Sin embargo, Johnny es una versión errática de su antiguo yo, y por lo tanto, siguiendo otra teoría de Jordan, Clay decide darle a Johnny otra exposición a "El Pulso" con la esperanza de que la señal cada vez más corrupta se cancele y reinicie el cerebro de su hijo. El libro termina con Clay marcando un número de teléfono y colocando el móvil al oído de Johnny.

## Personajes
- Clayton "Clay" Riddell: el protagonista principal de la historia, Clay es un escritor de historietas separado de su familia en Boston mientras "El Pulso" destruye la civilización. Clay se dirige al norte con Tom y Alice, tratando de encontrar a su hijo, Johnny y a su esposa Sharon.
- Thomas "Tom" McCourt: un hombre de mediana edad de Malden, Tom se une a Clay durante el caos inicial creado por "El Pulso". Junto a Clay y Alice, viajan a su casa en Malden. Luego se dirigen al norte para encontrarse con un grupo de sobrevivientes. Él permanece con el grupo hasta después de la llegada Kashwak donde sobrevive y se despide de Clay junto con Jordan, Denise y Dan.
- Alice Maxwell: una adolescente de 15 años, ella se une a Clay y Tom para dirigirse al norte. Alice fuerza su ansiedad y trauma en la abandonada zapatilla Nike de un niño, que la ayuda a sobrellevar las atrocidades cometidas por los zombis. Ella es asesinada tras recibir un golpe con una roca y enterrada. Aún después de su muerte, ella sigue siendo una parte importante del grupo.
- Jordan: un niño de 12 años que estudiaba en una escuela preparatoria que fue devastada tras "El Pulso", Jordan permanece fielmente con el director, Charles Ardai, hasta que destruyen el rebaño en la escuela y Ardai es conducido al suicidio por los zombis. Jordan permanece con el grupo y proporciona la teoría intelectual y la comparación de los efectos de "El Pulso" a la de un gusano de computadora.
- Charles Ardai: el director de la Academia Gaiten, la escuela preparatoria de Jordan, Ardai es una figura paternal para él y se preocupa por el grupo. Se las arregla para destruir un rebaño entero de zombis, pero luego es telepáticamente forzado a suicidarse.
- Daniel "Dan" Hartwick: un sobreviviente y parte de otro grupo de asesinos de rebaños, Dan es inteligente y se une al grupo mientras se dirigen a Kashwak. En última instancia, sobrevive y se despide de Clay junto con Tom, Jordan y Denise.
- Denise Link: una sobreviviente embarazada y parte de otro grupo de asesinos de rebaños, Denise se une al grupo de Dan y Ray, y finalmente sobrevive con ellos. Ella es descrita por Clay como una mujer de voluntad fuerte y se despide de él junto con Tom, Jordan y Dan después de salir de Kashwak.
- Ray Huizenga: un trabajador de construcción, especialista en explosivos, Ray fue parte de otro grupo de asesinos de rebaños con Dan y Denise, pero tiene un plan con respecto a la llegada a Kashwak. Le da a Clay unas vagas instrucciones sobre ese plan antes de suicidarse con una pistola para enmascarar sus planes de los zombis. Tras su muerte, el plan logra salvar a todo el grupo.
- Sharon Riddell: la esposa de Clay y es madre de Johnny, al principio mientras hablaba con su esposo Clay, recibió "El Pulso", convirtiéndose en zombi, justo cuando Clay llegó a Kent Pond.
- John "Johnny" Riddell: el hijo de Clay y Sharon, quién quiere verlo cuando llegue a casa en Kent Pond. Tras el suceso de "El Pulso", él se dirigió a Kashwak para poder refugiarse del ataque de los zombis, pero cuando vio a Clay recibido por un "corrupto" Pulso, le pone en su oreja para reiniciar su cerebro, antes de que los explosivos dinamiten el rebaño.
- Sr. Ricardi: un gerente del hotel donde se hospeda Clay, gracias a él, Clay, Tom y Alice logran mantenerse a salvo en el hotel y finalmente estos tratan de convencerlo de unirse a ellos en su huida. El Sr. Ricardi decide quedarse "en su puesto" en el hotel y más tarde se revela que se suicidó antes de querer continuar.
- El Hombre Andrajoso: el antagonista principal del libro, es el líder de los zombis y lleva una sudadera con capucha roja rasgada de Harvard. Es asesinado tras la explosión de la bomba en Kashwak.
- Zombies: también llamados "telefónicos" son los antagonistas del libro, antes de "El Pulso" eran personas normales, pero que ahora se dedican a andar en rebaños y asesinar a cualquier persona que no han sido transformadas. Durante el libro se revela que desarrollan habilidades telepáticas.

## Críticas
El libro generalmente ha recibido buenos comentarios por parte de los críticos. Publishers Weekly lo describió como "una mirada simplista, tecnofóbica pero convincente al final de la civilización, o en lo que puede convertirse en un fascismo nuevo, extremo, telepáticamente impuesto", es decir una tecnofóbica y compenetrante mirada al final de una civilización, o a lo que podría convertirse en un nuevo, extremo, telepáticamente forzado fascismo.

## Película
Estaba previsto que Cell próximamente sea llevada a la pantalla grande de la mano de Eli Roth, director y escritor de Cabin Fever, Hostel y Hostel: Part II, pero finalmente, se dio a conocer que se adaptará la obra al formato de miniserie, similar a "Kingdom Hospital".[cita requerida]. Desafortunadamente, a principios del año 2011 se desechó la idea de una miniserie para darle paso a una película estrenada en 2015, dirigida por Tod Williams (director de Paranormal Activity 2) y protagonizada por John Cusack como Clayton "Clay" Riddell, Samuel L. Jackson como Thomas "Tom" McCourt, Isabelle Fuhrman como Alice Maxwell, Stacy Keach como Charles Ardai y Owen Teague como Jordan.

## Alusiones / Referencias
- El libro hace referencia a "la rata del pánico", que es un motivo en el trabajo de King para mostrar al miedo como una criatura imaginaria alimentándose del temor del protagonista. Clayton lo experimenta continuamente frente a la incertidumbre que lo invade respecto al destino de su hijo. Este motivo fue previamente utilizado en El juego de Gerald, donde la protagonista, Jessie Burlingame, lo experimenta al estar esposada a una cama.
- El concepto de una señal auditiva que puede destruir el cerebro de una persona es muy similar al mostrado en Snow Crash, escrito por Neal Stephenson. King referencia a Stephenson en el libro, cuando el personaje de Jordan lo llama un dios, refieriendose a su obra de ciencia ficción.
- El libro está dedicado al director de cine George A. Romero y al escritor de ciencia ficción y horror Richard Matheson. Romero ha trabajado con King en numerosas ocasiones, incluyendo los filmes Creepshow y la versión cinematográfica caracterizada de The Dark Half. No obstante, el cineasta es más famoso por ser el productor y director de numerosas películas de terror de muertos vivientes, que muestran a manadas de zombis que abruman a caóticas civilizaciones. La noche de los muertos vivientes, El amanecer de los muertos (incluido su remake del 2004, pero con una versión diferente), son ambas directamente mencionadas en Cell, a pesar de que los efectos de El Pulso están relacionados de una forma más cercana con los de un arma bioquímica en la película de Romero, The Crazies. En la misma línea de Cell, la novela de Matheson, Soy leyenda (junto con la película homónima), describe un solitario hombre librando una batalla posapocalíptica con humanos horriblemente alterados.
- En la historia, King hace referencia a Juniper Hill (un hospital psiquiátrico), el cual había usado anteriormente en otras de sus novelas, como It.
- El hijo de Clay asistía a una escuela de educación media en Chamberlain, Maine, que es el pueblo escenario donde tuvo lugar la novela de King, Carrie.
- La historia menciona en diversas ocasiones a los indios Micmac. En Cementerio de animales, Church, Gage y Rachel fueron enterrados y devueltos a la vida en un cementerio Micmac.
- Como es típico en las novelas de King, varios elementos de Cell hacen referencia a las series de La Torre Oscura.
- Cuando comienza el efecto del pulso, Clay y Tom se dirigen al hotel y pasan por una tienda donde ven una máquina de escribir "Royal", la misma máquina que le da Annie Wilkes a Paul Sheldon en Misery para que continúe la serie de libros.
- En la película Kingsman: The Secret Service el villano conocido como Valantine tiene un plan para acabar con la sociedad el cual también utiliza la red celular para generar una señal que hace que todos los afectados se comporten de manera violenta y comiencen a atacarse entre sí.